# Gena Lee Nolin
Gena Lee Nolin (sinh ngày 29 tháng 11 năm 1971) là một nữ diễn viên kiêm người mẫu Mỹ và là người dẫn chương trình của một số show truyền hình nổi tiếng như The Price is Right và The Young and the Restless. Ngoài ra cô còn được biết đến với vai diễn Sheena trong bộ phim truyền hình của Mỹ mang tên: Sheena-Nữ hoàng rừng xanh.

## Sự nghiệp
Cô bắt đầu sự nghiệp của mình từ năm 1993. Trong thời gian này cô tham gia vào một số bộ phim truyền hình nhưng chưa gây được tiếng vang lớn. Sau khi giành vương miện Hoa hậu Las Vegas, Gena Lee Nolin nhanh chóng lọt vào mắt xanh nhiều công ty môi giới người mẫu như Ford và Elite trong những năm đầu thập kỷ 90.
Với lợi thế là có thân hình đầy đặn, gợi cảm, sở hữu những đường cong bốc lửa và gương mặt xinh đẹp và mái tóc vàng, Gena luôn là một trong những sự lựa chọn hàng đầu cho của các tạp chí danh tiếng như Playboy, SI, FHM. Cô kết hôn với Cale Hulse, cầu thủ đang thi đấu cho câu lạc bộ khúc côn cầu Calgary Flames của Canada. Vào thời điểm đó, đôi vợ chồng này được coi là một trong những đôi uyên ương đẹp nhất.